# Schenk von Stauffenberg
Schenk von Stauffenberg är en tysk uradlig ätt härstammande från Schwaben. Ätten inkluderar bland annat Claus Schenk von Stauffenberg, delaktig i 1944 års bombattentat mot Adolf Hitler.

## Ursprung
Ätten omnämns första gången 1251 med Wernherus Pincerna Celle, som 1255 utnämndes till det ceremoniella ämbetet som munskänk (Schenk) hos grevarna von Zollern (senare kända som Hohenzollern). Ämbetet innebar att innehavaren var ansvarig för vinkällaren och vingårdarna. Ätten von Zell (som ätten då hette) hade omfattande egendomar i området kring Zollerberg långt innan grevarna von Zollern förvärvade detsamma. Ämbetet blev senare ärftligt inom ätten, vilket ledde till att titeln Schenk kom att bli en permanent del av ättens namn, och släktnamnet tillsattes beroende av innehavarens bostadsort/-gods. Under denna tid varierade ättens fullständiga namn mellan Schenk von Zell, Schenk von Neuenzell, Schenk von Erpfingen, Schenk von Andeck och Schenk von Stauffenberg. Vid slutet av 1400-talet var Schenk von Stauffenberg ättens permanenta namn, vilket refererar till slottet Stauffenberg som ligger inom synhåll från slottet Hohenzollern mellan de små städerna Hechingen och Rangendingen i nuvarande Baden-Württemberg.

## Historia
Ätten delades i flera linjer, Katzensteinerska linjen, Bachska linjen, Wilflingenska linjen och Amerdingenska linjen. Grundarna för de två sistnämnda linjerna, bröderna Maximilian Gottfried och Johann Philipp upphöjdes 1698 resp. 1692 i riksfriherrligt stånd av kejsar Leopold I. De två förstnämnda linjerna utslocknade under 1700-talet, och den Wilflingenska linjen - som 1791 av kejsar Leopold II upphöjts i riksgrevligt stånd - utslocknade 1833. Alla senare levande medlemmar av ätten härstammar alltså från den Amerdingenska linjen, varav en medlem 1874 erhöll bayersk grevlig värdighet från kung Ludvig II av Bayern. Sedan dess existerar det en riksfriherrlig och en grevlig linje av ätten.
Två medlemmar av ätten har även innehaft personlig furstlig rang som furstbiskopar av Bamberg respektive Konstanz och Augsburg.

## Medlemmar
Eftersom Schenk är en ärftlig ämbetstitel, har adelstitlarna alltid placerats mellan denna och släktnamnet. Titlarna är de tyska motsvarigheterna till friherre (Freiherr), greve (Graf) och furste (Fürst). Nedan är en lista över ättens mer betydande medlemmar.
- Marquard Sebastian Schenk Fürst von Stauffenberg (1644-1693), furstbiskop av Bamberg
- Johann Franz Schenk Fürst von Stauffenberg (1658-1740), furstbiskop av Konstanz och Augsburg
- Franz August Schenk Freiherr von Stauffenberg (1831-1901), politiker och vicepresident
  - Franz Wilhem Schenk Freiherr von Stauffenberg (1878-1950), överstelöjtnant och riksdagsman
- Franz Ludwig Schenk Graf von Stauffenberg (1801-1881), generallöjtnant och bayerskt riksråd
  - Klemens Schenk Graf von Stauffenberg (1826-1886)
    - Alfred Schenk Graf von Stauffenberg (1860-1936), major och bayersk överhovmarskalk
      - Berthold Schenk Graf von Stauffenberg (1905-1944), jurist och tysk motståndsman
      - Alexander Schenk Graf von Stauffenberg (1905-1964), professor och historiker
        - Melitta Schenk Gräfin von Stauffenberg, född Schiller (1903-1945), flygare och ingenjör

      - Claus Schenk Graf von Stauffenberg (1907-1944), överste och tysk motståndsman
        - Berthold Schenk Graf von Stauffenberg (f. 1934), generalmajor
        - Franz Ludwig Schenk Graf von Stauffenberg (f. 1938), politiker, medlem av Bundestag och ledamot av EU-parlamentet